# 美女塚
美女塚（びじょづか）は、山形県米沢市にある塚。

## 概要
美女塚は、米沢市中心地と塩井地区の境に位置した小高い丘である。
道路から見あげた場所に木造切妻造　間口一間・奥行五尺ほどの小堂があり、そこに地蔵菩薩が祀られてある。

## 歴史
塩井郷土誌・米沢地名選などによれば、米沢市にある小野川温泉を発見した小野小町の墓である伝説が記載されているが、同じ項に小笠原長時の妾の墓・切支丹美女の墓・直江兼続の遺器を埋めた場所などが記載されてあり、伝説の領域を出ない。
これと相対するように美女塚の1.2km西方に美男塚という小丘があり、こちらは深草少将の墓だと伝えられている。
「塩井の昔ばなし」には、美女塚と美男塚の間に家を建ててはいけないという物語が語られている。

## 参考資料
- 塩井郷土誌
- 米沢地名選
- 米沢の神社・堂宇 8ー塩井地区ー